# Marco Bianco
Marco Bianco (Merine, 27 agosto 1893 – Lecce, 10 gennaio 1983) è stato un generale italiano.

## Biografia
Si arruolò giovanissimo come Ufficiale di Complemento nel Regio Esercito. Ha partecipato alla Prima e alla Seconda guerra mondiale.
Il 24.05.1919 fu Sottotenente alla 163ª Batteria Bombarde.
Il 15.01.1920 fu nominato Tenente di Complemento.
Il 28.03.1920 da Tenente di Artiglieria del 13º Reggimento Artiglieria da Campagna fu destinato a disposizione alla Legione CC di Bologna.
L'08.10.1922 da Tenente della Legione CC di Trieste fu destinato alla Tenenza di Ostuni della Legione CC di Bari.
Tra il 1923 ed il 1925 si sposò.
Il 28.06.1925 da Tenente a disposizione del Nucleo della Legione CC di Bari fu destinanto come Aiutante Maggiore in 2ª con Alloggio in Caserma alla Legione CC di Bologna.
Il 28.04.1929 da Tenente fu destinato al Comando Generale dell'Arma dei Carabinieri Reali di Roma.
Nel 1930 da Tenente fu Ufficiale Addetto al Comando Generale dell'Arma dei Carabinieri Reali di Roma.
Il 01.06.1932 fu nominato Capitano e destinato alla Legione CC di Bologna.
Nel 1934 da Capitano fu Ufficiale Addetto all'Ufficio Riservato del Comando Generale dell'Arma dei Carabinieri Reali di Roma.
Nel 1937 da Capitano fu Comandante della Compagnia di Chiavari del Gruppo Genova Esterno della Legione CC di Genova.
Tenente colonnello, dopo l'8 settembre 1943 raggiunse il Regno del Sud, e fu da Bari uno dei fondatori del Comando Arma Carabinieri Reali dell'Italia liberata.
Raggiunto il grado di generale di brigata Marco Bianco fu Sottocapo di Stato maggiore dell'Arma dei Carabinieri.
Quando finì la guerra e venne proclamata la Repubblica fu chiesto ai carabinieri di rinnovare il giuramento fatto a suo tempo al Re in favore della Repubblica.
Il generale, monarchico convinto, si rifiutò e presentò le dimissioni.
Fu per questo "tradimento" che venne escluso dalle cronache sui carabinieri, pur avendo contribuito alla rifondazione dell'Arma nel dopoguerra.
Compose numerose opere poetiche di vario genere tra cui l'inno dell'Arma dei Carabinieri " Il canto dell'Arma" (Catalogo OPAC SBN).
Riposa nella tomba di famiglia nel cimitero di Merine.

## Onorificenze
(Civitacastellana-Napoli, 8 settembre - 8 novembre 1943)